# La Voz de Galicia
La Voz de Galicia é um jornal galego com sede no polígono de Sabón, em Arteixo, escrito na maior parte em língua castelhana, fundado no ano de 1882 por Juan Fernández Latorre. Tornou-se um dos dez meios de comunicação com maior tiragem em todo o estado. A empresa editora, La Voz de Galicia Sociedade Anónima, sempre esteve nas mãos da mesma família e agora o accionista maioritário e único é Santiago Rey Fernández-Latorre.

## História e evolução
Segundo os dados do Instituto de Justificação da Difusão (OJD), La Voz de Galicia teve uma circulação média diária, no período compreendido entre janeiro e dezembro de 2006, de 118.206 exemplares, com uma difusão de 103.112, o que representou um ligeiro declínio sobre os dados do ano anterior, 2005, em que havia tido uma divulgação de 119.615 e 103.399 exemplares, respectivamente. No mesmo período do ano de 2006, a edição dominical do jornal teve uma tiragem de 160.400 exemplares, como média e uma difusão de 138.970. La Voz de Galicia mantém desde anos uma tiragem superior a cem mil exemplares, tornando-se um jornal conhecido na Galiza pela sua difusão, sendo muito superior às vendas, estando presente em muitos locais públicos: instituições, bancos, centros de hotelaria, locais sociais etc.
A sede e redacção do cabeçalho do Grupo Voz está localizada na Corunha e a rotativa em Sabón, em Arteixo. O grupo além do citado jornal é proprietário de nove emissoras de rádio (RadioVoz) que dão cobertura em toda Galiza, uma produtora de televisão que trabalha criando séries para outras emissoras, uma empresa de estudos de sondagem de opinião (Sondaxe), uma licença de televisão digital terrestre de âmbito autonómico e também foi a editora do jornal Diario de León, vendido a um empresário da capital leonesa no mês de junho de 2007. La Voz de Galicia também criou sua edição nacional em Madrid, com as estações de rádio a emitir a programação com grupos como Antena 3.

## Edições locais
O modelo das edições que caracterizam a La Voz surgiu na década de 1960, para que a informação local pudesse chegar rapidamente em cada comarca. Nessa época estavam a surgir jornais nas cidades com foco em informar no âmbito local, mas outros eram fechados com o passar do tempo. Os jornais com cerca de sessenta páginas do corpo central, com capa colorida e um número variável dentro de páginas a cores, contêm uma selecção de novas a nível geral, enquanto que um caderno pequeno de doze a dezasseis páginas intercala em cada edição. Cada comarca recebe um pequeno jornal com o título de La Voz de e o nome da comarca. A informação é completada com colaboradores locais.
As secções recebem os nomes das principais comarcas da Galiza:

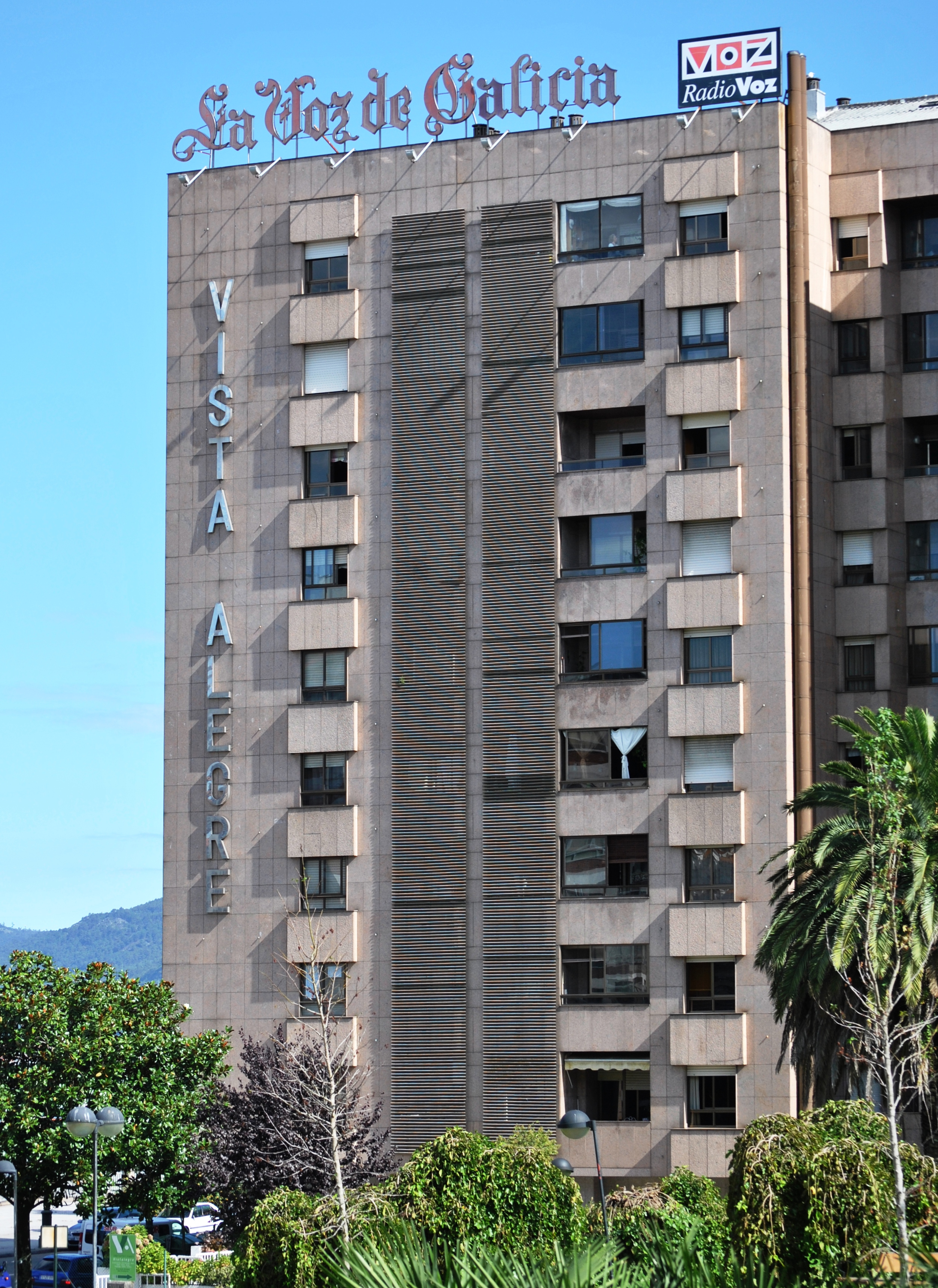
A delegação de La Voz de Galicia em Vigo está situada no edifício Vista Alegre, na rua García Barbón.

- Corunha (La Voz de A Coruña)
- A Mariña (La Voz de A Mariña)
- Arousa (La Voz de Arousa)
- Barbanza (La Voz de Barbanza)
- Carballo (La Voz de Carballo)
- Deza (La Voz de Deza-Tabeirós)
- Ferrol (La Voz de Ferrol)
- Lemos (La Voz de Lemos)
- Lugo (La Voz de Lugo)
- Ourense (La Voz de Ourense)
- Pontevedra (La Voz de Pontevedra)
- Santiago (La Voz de Santiago)
- Vigo (La Voz de Vigo)
- Edição Espanha

## Edição digital
La Voz de Galicia iniciou a sua edição digital em 17 de maio de 2000. Desde a sua criação, a página foi uma das mais seguidas na Galiza entre os jornais informativos. O conteúdo do jornal foi-se ampliando, que no início limitava-se ao fornecer um resumo das notícias mais importantes do jornal e algumas informações locais. O jornal também possui uma versão paga. La Voz de Galicia registou na Internet os seguintes domínios: lavozdegalicia.es, lavozdegalicia.com, lavoz.com e avoz.com.

## Receita
Além da receita das vendas dos jornais e da publicidade (tanto na edição em papel como na digital), La Voz de Galicia recebe uma subvenção anual da Junta da Galiza, que no ano de 2014 chegou a 662.175,81 €.